# Beata Hołub
Beata Hołub z domu Drozd (ur. 19 lipca 1967 w Opolu Lubelskim) – polska lekkoatletka, specjalizująca się w skoku wzwyż.

## Życiorys
Zawodniczka klubów: Start Lublin i AZS-AWF Wrocław. Olimpijka z Barcelony (1992). 4-krotna mistrzyni Polski w skoku wzwyż (1990, 1991, 1992, 1993), mistrzyni kraju w hali (1992). 
Jej największe osiągnięcie w karierze sportowej to czwarte miejsce na mistrzostwach świata w Tokio (1991) z wynikiem 1,96, który pozostał jej rekordem życiowym. W tymże 1991 roku została sklasyfikowana na 9. miejscu w rankingu magazynu lekkoatletycznego Track & Field News. Mieszka w Świdniku.